# لون لي الظلام
لون لي الظلام: يوميات نيلي لي لوف، الهجرة الكبرى الشمالية هو كتاب صدر عام 2000 من تأليف باتريشيا ماكيساك عن فتاة تدعى نيلي، والتي منذ عام 1919 تسجل أفكارها وتجاربها في مذكرات بما في ذلك منزلها في ريف تينيسي، كجزء من الهجرة الكبرى ومنزلها الجديد في شيكاغو. وهو جزء من سلسلة كتب عزيزتي أمريكا.

## الاستقبال
كتبت مجلة سكول لايبراري جورنال في مراجعة لكتاب لون لي الظلام "تستكشف ماكيساك ببراعة الاضطرابات الاجتماعية بين السود والبيض والتقسيم الطبقي الاجتماعي داخل مجتمع السود، حيث كان السكان الأكثر ثراء ينظرون إلى السود الجنوبيين الذين وصلوا حديثًا بازدراء." 
أشادت مجلة أنصار صوت الشباب بتنسيق عزيزتي أمريكا وكتبت "لقد كتبت ماكيساك قصة عن عائلة ستؤثر قوتها وتضامنها على القراء، بغض النظر عن خلفياتهم الثقافية أو العرقية. بالإضافة إلى ذلك، تعد ملاحظات المؤلفة والرسوم التوضيحية بمثابة مقدمة ممتازة ليس فقط لـ حركة الحقوق المدنية ولكن أيضًا على حياة وأعمال الأمريكيين الأفارقة البارزين.
تمت مراجعة لون لي الظلام أيضًا بواسطة مجلة كتاب القرن ومراجعات كيركس  وبوكليست.

## الجوائز
- 1999-2001 إنسيت المغامرة مع الكتب: قائمة كتب لكتاب ما قبل الروضة- الصف السادس [5]
- كُتاب الدراسات الاجتماعية التجارية البارزة للشباب 2001 [6]
- جائزة كتاب فرشاة الرسم الهندية لعام 2002 - مُرشح [7]
- قائمة القراءة التكميلية الوطنية الأمريكية الأفريقية لعام 2017 للأطفال الصغار [8]